# Cincinnati
Cincinnati is een stad in het zuidwesten van de staat Ohio in de Verenigde Staten.
De stad is gelegen in de Rust Belt aan de rivier de Ohio en had volgens de volkstelling van 2010 een inwonertal van 296.293 binnen de gemeentegrenzen, waarmee het de op twee na grootste stad van Ohio is. De agglomeratie, die zich uitstrekt over delen van de staten Ohio, Kentucky en Indiana, is echter veel groter en telt twee miljoen inwoners.

## Geschiedenis
De stad werd in 1788 gesticht als Losantville, en in 1790 "Cincinnati" vernoemd naar het "Gezelschap der Cincinnati", een vereniging van ex-officieren uit de Amerikaanse Onafhankelijkheidsoorlog, die na afloop van de oorlog waren teruggekeerd naar hun burgerberoep. In dat opzicht volgden zij het voorbeeld van de Romeinse dictator Cincinnatus, die na afloop van een door hem geleide krijgstocht meteen weer achter de ploeg ging staan. De ex-officieren beschouwden hun oud-bevelhebber George Washington als een moderne Cincinnatus, omdat hij net als de Romein geen enkele machtswellust had en zich dus moreel voorbeeldig gedroeg.
Na de aanleg van het Miami-en-Eriekanaal, dat de stad verbond met de Grote Meren, werd deze al snel een belangrijk centrum van de scheepvaart op de rivier de Ohio. In 1850 telde de stad al 115.000 inwoners en was daarmee een van de twee grootste steden ten westen van het Appalachen.
Vóór de afschaffing van de slavernij was Cincinnati een belangrijk tussenstation van de Underground Railroad, waarlangs weggelopen slaven werden geholpen.

## Stadsdelen
- Western Hills

## Demografie
De bevolking, waarvan 12,3 % ouder is dan 65 jaar., bestaat voor 42,8 % uit eenpersoonshuishoudens. De werkloosheid bedraagt 5,1 % (cijfers volkstelling 2000).
Ongeveer 1,3 % van de bevolking van Cincinnati bestaat uit hispanics en latino's, 42,9 % is van Afrikaanse oorsprong en 1,5 % van Aziatische oorsprong.
Het aantal inwoners daalde van 364.553 in 1990 naar 331.285 in 2000. In 2018 werd het aantal geschat op 302.605.

## Transport
Cincinnati ligt op de spoorlijn die New York met Chicago verbindt, en waar de Cardinal van Amtrak voor het passagiersvervoer zorgde. Het grote treinstation van de stad, Cincinnati Union Terminal, is een stille getuige van het historisch treinverleden en intussen omgebouwd tot een multifunctioneel bouwwerk waar naast de transporthub ook musea in gevestigd zijn. 
De stad ligt aan de Interstate highways I-71, I-74 en I-75 en heeft een grote, 134 km lange ringweg doorheen de drie staten, de Interstate 275 rond het metropoolgebied.
De belangrijkste luchthaven in het gebied is Cincinnati/Northern Kentucky International Airport gelegen aan de overzijde van de Ohio, in het noorden van Kentucky.

## Sport
Cincinnati heeft een vertegenwoordiger in de AFC North division van de NFL, namelijk de Cincinnati Bengals. Daarnaast hebben de Cincinnati Reds (MLB) hun thuisbasis in Cincinnati. Sinds 2019 speelt voetbalclub FC Cincinnati in de Major League Soccer.
Ook heeft Cincinnati een jaarlijks georganiseerd tennistoernooi voor zowel de ATP als de WTA, genaamd The Western & Southern Open.

## Klimaat
In januari is de gemiddelde temperatuur -1,2 °C, in juli is dat 24,7 °C. Jaarlijks valt er gemiddeld 1033,8 mm neerslag (gegevens op basis van de meetperiode 1961-1990).

## Stedenbanden
- München (Duitsland)
- Nancy (Frankrijk)
- Charkov (Oekraïne)
- Harare (Zimbabwe)
- Nieuw Taipei (Taiwan)
- Liuzhou (Volksrepubliek China)
- Gifu (Japan)
- Mysore (India)
- Amman (Jordanië)

## Plaatsen in de nabije omgeving
De onderstaande figuur toont nabijgelegen plaatsen in een straal van 8 km rond Cincinnati.

## Bekende inwoners van Cincinnati

### Geboren
- William Dennison jr. (1815-1882), gouverneur van Ohio (1860-1862)
- William Howard Taft (1857-1930), 27ste president van de Verenigde Staten (1909-1913)
- Harry Ward Leonard (1861-1915), elektrotechnicus & uitvinder
- Joseph B. Strauss (1870-1938), ingenieur en ontwerper
- William DeHart Hubbard (1903-1976), atleet
- John Anderson (1907-1948), atleet
- Joseph Rauh (1911-1992), mensenrechtenadvocaat
- Roy Rogers (1911-1998), zanger en cowboyacteur
- Tyrone Power (1914-1958), acteur
- Doris Day (1922-2019), zangeres en actrice
- Karl Henize (1926-1993), astronaut
- Curtis Peagler (1929-1992), jazzmusicus
- Tony Trabert (1930-2021), tennisser en tennisverslaggever
- Bill Ramsey (1931-2021), Duits-Amerikaanse jazz- en schlagerzanger
- Charles Manson (1934-2017), sekteleider van de "Manson Family"
- Mitch Ryan (1934-2022), acteur
- Edmund White (1940-2025), schrijver
- Peter Steiner (1940), cartoonist en schrijver
- Richard S. Hamilton (1943-2024), wiskundige
- Stanley Schmidt (1944), schrijver
- Steven Spielberg (1946), regisseur en filmproducent
- Daniel von Bargen (1950-2015), acteur
- Thom Barry (1950), acteur
- John Diehl (1950), acteur
- Bootsy Collins (1951), bassist, zanger en songwriter
- Stephen Nichols (1951), acteur
- Patricia Wettig (1951), actrice
- Tim De Zarn (1952), acteur
- Michael Cunningham (1952), schrijver
- Mark Boone Junior (1955), acteur
- Julie Hagerty (1955), actrice
- Rob Portman (1955), senator voor Ohio
- Darrell Pace (1956), handboogschutter
- Brian Pillman (1962-1997), professionele worstelaar
- Rocky Carroll (1963), acteur
- Jenny Robertson (1963), actrice
- Jacqueline Kim (1965), actrice
- Jeffrey D. Sams (1966), acteur
- Susan Floyd (1968), actrice
- Joe Hudepohl (1973), olympisch zwemkampioen
- Reichen Lehmkuhl (1973), homoactivist
- Rich Franklin (1974), vechtsporter
- Gary Hall jr. (1974), olympisch zwemkampioen
- David Payne (1982), hordeloper
- Nikki Glaser (1984), comédienne en actrice
- Jonathan Good, bekend als Jon Moxley (1985), professioneel worstelaar
- Nick Thoman (1986), zwemmer
- Adam Gregory (1987), acteur
- Josh Schneider (1988), zwemmer
- Luke Kleintank (1990), acteur
- Galadriel Stineman (1990), actrice
- Andy Biersack (1990), zanger
- Kelley Mack (1992-2025), actrice
- Nicole Gibbs (1993), tennisster
- IShowSpeed (2005), youtuber